# Jad Fair
Jad Fair (Coldwater, 9 giugno 1954) è un chitarrista e cantante statunitense, famoso per la sua militanza nel gruppo alternative/noise rock Half Japanese di cui è stato anche il cofondatore nel 1976.
Oltre all'attività con il gruppo ha al suo attivo varie pubblicazioni da solista e una miriade di collaborazioni con musicisti della scena alternativa americana come Daniel Johnston, Steve Shelley (Sonic Youth), Yo La Tengo, Teenage Fanclub, John Zorn, Yuri Landman, Fred Frith, Moe Tucker, Richard Hell, Isobel Cambell.

## Discografia
- The Zombies of Mora-Tau EP7 (UK Armageddon) 1980 (Press) 1982
- Everyone Knew... But Me (Press) 1982
- Between Meals - Oh No I Just Knocked Over a Cup of Coffee (Iridescence) 1983
- Monarchs (Iridescence) 1984
- Best Wishes (Iridescence) 1987
- Jad Fair & Kramer - Roll Out the Barrel (Shimmy-Disc) 1988
- Great Expectations (Ger. Bad Alchemy) 1989
- Attack of Everything no CD - Jad Fair (Paperback - 1990)
- Coo Coo Rocking Time - Coo Coo Party Time (50 Skidillion Watts) 1990
- Greater Expectations (Psycho Acoustic Sounds/T.E.C. Tones) 1991
- Jad Fair EP - Jad Fair (LP Record - 1991)
- Jad Fair and the Pastels - This Could Be the Night EP (UK Paperhouse) 1991
- No. 2: Jad Fair and the Pastels (UK Paperhouse) 1992
- I Like It When You Smile (UK Paperhouse) 1992
- Jad Fair/Jason Willett/Gilles Rieder (UK Megaphone) 1992
- Workdogs in Hell - Workdogs in Hell (1993)
- Jad & Nao - Half Robot (UK Paperhouse) 1993
- Mosquito - Oh No Not Another Mosquito My House Is Full of Them! (Psycho Acoustic Sounds) 1993
- Mosquito - Time Was (ERL/Smells Like) 1993 (Aus. Au-go-go) 1993
- Mosquito - UFO Catcher (Japan. Time Bomb) 1993
- Mosquito - Cupid's Fist (Hol. Red Note) 1994
- Greater Expectations - Jad Fair (1995)
- I Like It When You Smile - Jad Fair (1995)
- Daniel Johnston and Jad Fair (1995) (50 Skidillion Watts) 1989
- SPOOKY TALES: SPIRIT SUMMONING STORIES / SPOOKY SOUNDS OF NOW [boek & cd] - Jad Fair (1997)
- Jason Willett & Jad Fair - It's All Good, Megaphone Limited
- Jad & Nao - Half Alien (Japan. Sakura Wrechords) 1997
- Jad Fair & Kramer - The Sound of Music: An Unfinished Symphony in 12 Parts (Shimmy-Disc/Knitting Factory) 1998
- 26 Monster Songs for Children - Jad Fair & David (1998)
- Roll Out The Barrel (1999) Jad Fair & Kramer
- I Like Your Face - Jad Fair & Shapir-O'Rama (1999)
- Monsters, Lullabies, and the Occasional Flying Saucer (1996) & Phono-Comb, (Can. Shake)
- Jad & David Fair - Best Friends (UK Vesuvius) 1996
- Jad Fair & The Shapir-O'Rama - We Are the Rage (Japan. Avant) 1996
- Jackpot, Songs and Art - Jad Fair (Paperback, 1997)
- Strange But True (1998) Jad Fair & Yo La Tengo
- The Sound of Music (1999) Jad Fair & Kramer
- The Lucky Sperms - Somewhat Humorous (Jad Fair, Daniel Johnston), 2001
- It's Spooky (1989) met Daniel Johnston 2001
- Strobe Talbot - 20 Pop Songs, alternative tentacles, (Jad Fair, Mick Hobbs, Benb Gallaher) 2001
- Words Of Wisdom And Hope (2002) Teenage Fanclub
- We Are the Rage - Jad Fair & the Shapir-O Rama (2002)
- The Attack of Everything (Paperback + cd) - Jad Fair & Jason Willett (2002)
- Six Dozen Cookies - Jad & David Fair (2006)
- FairMoore - Steve Moore & Jad Fair (2006)
- Superfine - Jad Fair & Jason Willett (2007)
- Yuri Landman Ensemble featuring Jad Fair & Philippe Petit - That's Right, Go Cats, CD 2012 Thick Syrup Records, LP 2012 Siluh Records

### Jad Fair & Jason Willett
- Jason Willett/Jad Fair/Gilles Rieder (Megaphone) cd (1992)
- Jason Willett & Jad Fair - It's All Good (Megaphone Limited) (1995) cd
- Jad Fair & Jason Willett - Honeybee (Dr Jim's) (1996) cd
- Jad Fair & Jason Willett - Punk Rock 1996 (Chlorophyl) (1996) 7"
- Jad Fair & Jason Willett - The Corpse is Missing (Slab-O-Concrete) (1996) 7"
- Jad Fair & Jason Willett - Wonderful World (Shrimper) (1996) triple cassette
- Jad Fair & Jason Willett - Twister (Dark Beloved Cloud) (1997) lp
- Jad Fair & Jason Willett - The Mighty Super-Heroes (Marginal Talent) cd (1997)
- Jason Willett & Jad Fair - We're Going to the Moon (Megaphone Limited) cd (1998)
- Jad Fair & Jason Willett - Wild (Megaphone Limited) (1998) cd
- Jad Fair & Jason Willett - Enjoyable songs  (Alternative tentacles) lp & cd (1999)
- Jad Fair & Jason Willett - The Mighty Hypnotic Eye (Dr Jim's) (1999) cd
- Jad Fair & Jason Willett - The Attack of Everything (Paperback + cd) (2002)
- Jad Fair & Jason Willett - Superfine (public eyesore) (2006) cd

### Download
- Elenor - Jad Fair (Music Download)
- Something To Sing About - Jad Fair (Music Download)
- A Reason - Jad Fair (Music Download)
- Here Comes Roxanne - Jad Fair (Music Download)
- Smile - Teenage Fanclub & Jad Fair (Music Download)
- Stale Spaghetti - Jad Fair (Music Download)
- Sunshiney sunshine (free album) download Archiviato il 23 febbraio 2009 in Internet Archive.

### 7"
- Making of the album
- Arts & Crafts Series Vol. 1

### Doc
- The Devil and Daniel Johnston (DVD - Sep 19, 2006)
- Our Band Could Be Your Life: Scenes from the American Indie Underground 1981-1991 - Michael Azerrad (Paperback - 2002)